# Anselm II van Trazegnies

Het wapen van Anselm II van Trazegnies.

Anselm II van Trazegnies (Frans: Anselme of Anseau II de Trazegnies, rond 1415 - 18 januari 1490), was baron van Trazegnies.

## Leven
Anselm werd geboren als zoon van Arnold van Hamal, Heer van Genoelselderen, Warfusée en Borgharen, en Anna van Trazegnies, barones van Trazegnies en Silly (Opzullik), Vrouwe van Heppinies. Zijn moeder was de dochter van Anselm I van Trazegnies en diens echtgenote, Mathilde van Lalaing, en enige erfgename.
Anselm trad op 12 februari 1435 in Bergen met Maria van Arnemuiden, vrouwe van Arnemuiden en Sepmeries, in het huwelijk en zette het Huis de Trazegnies voort. De anti-Bourgondische politiek van zijn vader is een mogelijke verklaring waarom hij slechts een kamerheer was, een functie die redelijk courant was.

## Wapen
Bandé d'or et d'azur de six pièces, à l'ombre de lion de sable, brochant sur le tout, à la bordure engrêlée de gueules.
Geschuinbalkt van goud en azuur van zes stukken, over alles heen een schaduwleeuw en een uitgeschupte zoom van keel.

## Genealogie
Zijn vader was de baron Arnout (Arnould) van Hamal (- 1456), die was getrouwd met Anne, erfgename van Trazegnies en Opzullik (Silly), dochter van Anselm I van Trazegnies en Mathilde (Mahaut) van Lalaing.
Zijn zoon Jan II (- 1513) was heer en baron van Trazegnies en trouwde op 3 augustus 1463 met Sibylla de Ligne.
Zijn kleinzoon was de baron Jan III van Trazegnies, graaf van Autreppes, (ca. 1470 - 1550), raadsheer en grootkamerheer van Karel V, gouverneur en kasteelheer van Ath van 1540 tot 1550, grootbaljuw van het Romaanse landsdeel van Brabant, kapitein-generaal van het land en graafschap Henegouwen, ridder in de beroemde Orde van het Gulden Vlies, die naar Portugal werd uitgezonden om er in naam van keizer Karel V te trouwen met Isabella van Portugal.